# High Sheriff of Kent
Das Amt des High Sheriff of Kent ist das älteste öffentliche Amt der englischen Monarchie. Das Amt entstand in angelsächsischer Zeit, wurde damals zeitweise vom Erzbischof von Canterbury ausgeübt und wurde nach der Normannischen Eroberung Englands 1067 mit Alain de Buckland (1045–1108) besetzt, der es bis 1070 bekleidete. War die Aufgabe des High Sheriff ursprünglich, als Oberhaupt der Strafverfolgung in Kent für den König Recht zu sprechen, so wurden über die Jahrhunderte die meisten der Aufgaben auf andere Stellen übertragen, so dass es sich heute fast nur noch um ein zeremonielles Amt handelt.
Der High Sheriff wird von der britischen Krone und grundsätzlich jeweils für die Amtsdauer eines Jahres ernannt. Die Nominierung erfolgt gewöhnlich im November, die Amtsperiode beginnt und endet jeweils am 25. März.

## 11.–12. Jahrhundert
- um 1040–um 1044: Eadsige, Erzbischof von Canterbury
- um 1051: Robert von Jumièges, Erzbischof von Canterbury
- –1066: Oswald
- 1067–1070: Alain de Buckland (1045–1108)
- 1077–1100: Haimo[1]
- 1145: Nicholas de Moels
- 1154: Rualon
- 1155–1160: Ralph Picot
- 1161–1166: Hugh of Dovor of Chilham
- 1167: Richard de Lucy
- 1168–1174: Gervase de Cornhill
- 1175: Gervase de Cornhill und Robert Fitz-Bernard
- 1176–1183: Robert Fitz-Bernard
- 1184: William son of Nigel of Munevile
- 1185–1188: Allen of Valoynes of Fremomh
- 1189–1193: Reginald de Cornhill
- 1194: William of St Mardal
- 1195: Walter of Derman
- 1296–1199: Reginald de Cornhill

## 13. Jahrhundert
- 1200–1209: Reginald de Cornhill
- 1210–1215: John of Selling und Reginald de Cornhill
- 1216–1222: Hubert de Burgh und Hugh of Windlesores
- 1223–1225: Hubert de Burgh und Roger Grimston
- 1226–1231: Hubert de Burgh und William Brito
- 1232–1238: Bertram of Cryall
- 1239–1240: Humphrey de Bohun, 2. Earl of Hereford
- 1241: Peter de Savoy, 1. Earl of Richmond und Bertram of Cryall
- 1242: Bertram of Cryall und John of Cobham
- 1243–1247: Bertram of Cryall
- 1248–1255: Reginald of Cobham
- 1256: Walter of Bersted und Reginald of Cobham
- 1257–1258: Fulk Payferer of Iseling
- 1259–1261: John of Cobham
- 1262: Robert Walerand and Thomas Delaway
- 1263–1264: Roger of Leybourne
- 1265–1267: Roger of Leybourne und Henry of Bourne
- 1268–1270: Stephen of Penchester und Henry of Leese
- 1271–1272: Henry Malmains of Pluckley
- 1272–1273: William of Hever of Hever Castle; 1273 unterjährig ersetzt durch William Haute of Petham
- 1274–1277: William of Valoynes of Swerdlin and Repton
- 1277: Henry Perot of Knowlton
- 1278–1281: Robert of Scothon
- 1282–1284: Peter of Huntingfield
- 1285: Hamo of Gatton
- 1286–1288: William of Chellesfield
- 1289–1290: William of Bramshot
- 1291: John of Northwood
- 1292: John of Northwood und John of Bourne
- 1293–1295: John of Bourne
- 1296–1297: William Trussell
- 1298: Henry of Apuldorefield
- 1299: John of Northwood

## 14. Jahrhundert
- 1300–1301: Henry de Cobham
- 1302–1303: Warreis of Valloynes
- 1304–1305: John of Northwood
- 1306: William of Cossenton in Aylesford
- 1307: Henry de Cobham
- 1308–1312: John of Blunde
- 1313–1314: William of Basing und John of Haudlo
- 1315: Henry de Cobham
- 1316: John Malemaines of Hoo
- 1317: John Malemaines of Hoo und John Fremingham
- 1318: John Fremingham und Henry Sarden
- 1319: Henry Sarden und William Septvans
- 1321–1322: William Septvans of Milton und Ralph Savage
- 1323: John Shelvige of Shelvige Barne
- 1324–1325: John of Fremingham
- 1326: Ralph of St. Laurence of Swaycliffe
- 1327: William of Orlanston
- 1328: John of Shelvige
- 1329–1330: John of Bourne
- 1331–1332: Thomas of Brockhall und Laurence of St. Laurence
- 1333–1335: Stephen of Cobham
- 1336: Thomas of Brockhall of Saltwood
- 1337–1338: William Morant of Morant's Court
- 1339: Henry of Valoynes of Repton
- 1340–1341: John de Mereworth of Mereworth
- 1341–1345: John Widleston
- 1346: William of Langley of Knowlton
- 1347: John of Fremingham
- 1348: William Langley und Arnold Savage of Bobbing
- 1349–1350: William Langley of Knowlton
- 1351: James Le Pine of East Sutton
- 1352: William Apuldorefield of Linsted
- 1353: James le Pine of East Sutton
- 1354: Reginald de Dyke[2]
- 1355: Gilbert of Hels of Egerton
- 1356: William of Apuldorefield of Linsted
- 1357: Ralph Fremingham of Fremingham
- 1358: William Makenade of Preston
- 1359–1361: William of Apuldorefield of Linsted
- 1362: William Pimpe of Nettlested
- 1363: William of Apuldorefield of Linsted
- 1364–1366: Jeffrey Culpeper of Preston Hall[3]
- 1367: Richard at Leese of Shelwich
- 1368: John of Brockall of Saltwood
- 1369: John Culpeper of Bayhill
- 1370: William of Apuldorefeild of Linsted
- 1371: William Pimpe of Nettlested
- 1372: John Barry of Sevington
- 1373: Jeffrey Culpeper of Preston Hall[3]
- 1374: Robert Nottingham of Milsted
- 1375: William Pimpe of Nettlested
- 1376: Nicholas at Crouch of Great Chart
- 1377: Henry of Apuldorefeild of Linsted
- 1378: Sir Thomas Cobham of Randall
- 1379: John of Freningham of Farningham
- 1380: James of Peckham of Wrotham
- 1381: William Septuans of Milton Septuans
- 1382: Arnold Savage of Bobbing
- 1383–1384: Thomas Brockhill of Saltwood
- 1385: Robert Corbie of Boughton
- 1386: Arnold Savage of Bobbing
- 1387: Ralph St Leger of Ulcomb
- 1388: William of Guildford
- 1389: James Peckham of Wrotham
- 1390: William Burcester of Hunton
- 1391: Richard Berham of Berham
- 1392: Thomas Chich of the Dungeon
- 1393: William Barry of Sevington
- 1394: John of Freningham of Farningham
- 1395: Sir Thomas Culpeper of Bayhill[3]
- 1396: Sir Nicholas Haute of Wadden Hall
- 1397: Thomas St. Leger of Ulcomb
- 1398: Nicholas Potyn of Sheppey
- 1399: John Boteller of Graveney

## 15. Jahrhundert
- 1400: Robert Clifford of Canterbury
- 1401: Thomas Ludlow
- 1402: John Digges
- 1403: Thomas Chicche of Beverley
- 1404–1405: Richard Clitheroe of Ash
- 1406: Valentine Barret of Pery Court
- 1407: Henry Horne of Kenardington
- 1408: Edward Haute
- 1409: William Snayth of Addington
- 1410: Reynold Pympe of Nettlestead
- 1411: John Darell of Calehill
- 1412: William Notebenn of Ash
- 1413: William Clifford of Bobbing
- 1414: Robert Clifford of Canterbury
- 1415: William Langley of Knowlton
- 1416: William Darell of Calehill
- 1417: John Darell of Calehill
- 1418: Richard Clitherow of Ash
- 1419: John Burge of Eatonbridge
- 1420–1421: William Haut of Bishopsbourne[4]
- 1422: John Darell of Calehill
- 1423: William Cheyne of Shurland
- 1424: John Rickhill of Frindsbury
- 1425: William Clifford of Bobbing
- 1426: Sir William Culpeper of Oxenheath[3]
- 1427: Thomas Ellis of Kennington
- 1428: William Scott of Brabourne[5]
- 1429: John Peche of Littington
- 1430: John St Leger of Ulcombe
- 1431: Edward Guildford of Halden
- 1432: William Buriston of Hunton
- 1433: Richard Woodville of Mote Castle
- 1434: William Clifford of Bobbin
- 1435: William Manston of Manston
- 1436: James Fiennes, 1. Baron Saye and Sele
- 1437: Richard Waller of Groombridge
- 1438: Edward Guildford of Halden
- 1439: Sir Gervase Clifton of Bradbourne
- 1440: John Yeard of Denton
- 1441: John Warner of Sheppey
- 1442: William Maries of Preston
- 1443: Sir Thomas Browne of Beechworth
- 1444: William Cromer of Tunstall[6].
- 1445: John Thorneberry of Feversham
- 1446: William Isley of Sundridge
- 1447: William Kene of Ospring
- 1448: Stephen St. Leger of Ulcomb
- 1449: Henry Cromer of Tunstall[6]
- 1450: Sir Gervase Clifton of Bradbourne
- 1451: Robert Horne of Kinardington
- 1452: Thomas Ballard of Horton
- 1453: John Fogge of Repton
- 1454: John Cheney of Shurland
- 1455: Philip Belknap of the Mote
- 1456: Alexander Iden
- 1457: John Guildford of Halden
- 1458: Sir Gervase Clifton of Bradbourne
- 1459: Sir Thomas Browne of Beechworth
- 1460: Sir John Scott of Scot’s Hall[5]
- 1460: John Isaac of Patricksborne
- 1461–1462: Sir William Peach of Lullingstone
- 1463: John Digges of Barham
- 1464: Alexander Clifford of Bobbing
- 1465: Sir William Haute of Bishopsbourne[4]
- 1466: Sir John Culpeper
- 1467: Ralph St. Leger of Ulcombe
- 1468: Sir Henry Ferrers of Peckham
- 1469: John Bramstone of Preston
- 1470: Sir Richard Culpeper of Oxonhoath
- 1471: James Peckham of Yaldham
- 1472: Sir John Fogge of Repton
- 1473: John Isley of Sundridge
- 1474: Sir William Haut of Bishopsbourne[4]
- 1477: Richard Haut of Ightham Mote
- 1478: Richard Lee of Delce
- 1479: Sir John Fogge of Repton
- 1480: George Brown of Wickham
- 1481–1482: Richard Haut of Ightham Mote
- 1483: Sir William Haut of Bishopsbourne[4]
- 1484: John Barrune of the Grange
- 1485: Sir R. Brakenberry of the Mote
- 1485: William Cheney of Shurland
- 1486: John Pimpe of Nettlested
- 1487: Henry Ferrers of Great Peckham
- 1488: Walter Roberts of Glastenbury
- 1489: Sir William Boleyn of Hever Castle
- 1490: Sir William Scott of Brabourne[5]
- 1491: John Darell
- 1492: Thomas Kempe of Ollantigh
- 1493: Sir Richard Guildford of Halden
- 1494: John Pech of Lullingstone
- 1495: John Digges of Barham
- 1496: Sir James Walsingham of Scadbury Manor[7]
- 1497: Lewes Clifford of Bobbing
- 1498: Robert Wotton of Boughton Malherbe[8].
- 1499: Sir Alexander Colepepper of Bedgbury

## 16. Jahrhundert
- 1500: Thomas Iden of Westwell
- 1501: Sir William Scott of Brabourne[5]
- 1502: Ralph St Leger of Ulcombe
- 1503: William Cromer of Tunstall
- 1504: John Langley of Knolton
- 1505: Sir Thomas Kempe of Ollantigh
- 1506: Sir Alexander Colepepper of Bedgbury
- 1507: Henry Vane of Tunbridge
- 1508: Reginald Peckham of Yaldham
- 1509: Sir William Cromer of Tunstall
- 1510: James Digge of Digge's Court, Barham
- 1511: Sir Thomas Boleyn of Hever Castle
- 1512: Thomas Kempe of Ollantigh
- 1513: Sir John Norton of Northwood
- 1514: Alexander Colepeper of Bedbury
- 1515: Sir Thomas Cheney of Shurland
- 1516: Sir William Scott of Brabourne[5]
- 1517: Sir Thomas Boleyn of Hever Castle
- 1518: John Crispe of Quex
- 1519: Sir John Wilshire of Stone
- 1520: John Roper of St. Dunstans
- 1521: Robert Sonds of Towne
- 1522: Sir John Fogg of Repton
- 1523: Sir George Guildford of Hemsted
- 1524: Sir William Haut of Bishopsbourne[4]
- 1525: Henry Vane
- 1526: William Whetenhall of Peckham
- 1527: Sir John Scott of Scot’s Hall[5]
- 1528: William Kempe of Ollantigh
- 1529: Sir Edward Wotton of Boughton Malherbe[8]
- 1530: William Waller of Groombridge
- 1531: Sir Richard Clement of Ightham Mote
- 1532: Sir William Finch of the Mote
- 1533: Thomas Roberts of Glastenbury
- 1534: Sir Thomas Poynings of Ostenhanger
- 1535: Sir Edward Wotton of Boughton Malherbe[8]
- 1536: Sir Thomas Wyatt of Alington Castle
- 1537: Sir William Haute of Bishopsbourne[4]
- 1538: Sir William Sidney of Pensherst
- 1539: Sir Anthony St. Leger of Ulcombe
- 1540: Anthony Sonds of Throwley[5][9]
- 1541: Sir Reginald Scott of Scot’s Hall
- 1542: Sir Henry Isley of Sundridge
- 1543: Sir Humphrey Stile of Langley Parke
- 1544: Sir John Fogg of Repton in Ashford
- 1545: Sir Percivall Hart of Lullingstone
- 1546: Henry Crispe of Quex
- 1547: William Sidley of Scadbury[9]
- 1548: Sir George Harper of Sutton Valence[9]
- 1549: Thomas Culpeper of Bedgbury[9]
- 1550: Sir Thomas Wyatt of Allington Castle[9]
- 1551: Sir Henry Isley of Sundridge[9]
- 1552: Sir John Guildford of Hemsted[9]
- 1553: Sir Robert Southwell of Mereworth
- 1554: William Roper of Welhall
- 1555: Sir Thomas Kempe of Ollantigh
- 1556: Sir Thomas Moyle
- 1557: George Vane of Badsell
- 1558: Thomas Wotton of Boughton Malherbe[8]
- 1559: Nicholas Crispe of Whitstable
- 1560: Warham St Leger of Ulcombe
- 1561: John Tufto
- 1562: Richard Baker of Sissinghurst Castle
- 1563: Sir Thomas Walsingham of Scadbury Manor[7]
- 1564: Sir Thomas Kempe of Ollantigh
- 1565: John Mainey
- 1566: William Isley of Sundridge
- 1566: John Sedley of Southfleet[10]
- 1567: Willam Cromer of Tunstall[6]
- 1568: John Browne of Horton
- 1569: Edward Isaac
- 1570: John Leonard of Chevening
- 1571: Walter Mainey of Stapleherst
- 1572: Thomas Fane
- 1573: Thomas Willoughby of Boreplace
- 1574: Sir James Hales of the Dungeon
- 1575: John Tufton of Hothfield
- 1576: Sir Thomas Scott of Scot’s Hall[5]
- 1578: Thomas Wotton of Boughton Malherbe[8]
- 1579: Thomas Coppinger
- 1580: Thomas Fane of Burston und Thomas Sonds of Throwley
- 1581: Sir George Heart of Lullingstone
- 1582: Sir Richard Baker of Sissinghurst Castle
- 1583: Justinian Champneys of Bexley
- 1584: Michael Sondes of Throwle
- 1585: Willam Cromer of Tunstall[6]
- 1586: James Hales of the Dungeon
- 1587: John Fineux of Herne
- 1588: Richard Hardres of Great Hardres
- 1589: William Sedley of Southfleet[10]
- 1590: Thomas Willoughby of Boreplace
- 1591: Sampson Lennard of Chepening
- 1592: Robert Binge of Wrotham
- 1593: Michael Sondes of Throwley
- 1594: Sir Edward Wotton of Boughton Malherbe[8]
- 1595: Thomas Palmer of Hougham
- 1596: Sir Moyle Finch of Eastwell
- 1597: Thomas Kemp of Ollantigh in Wye
- 1598: Martin Barnham, of Holingborne
- 1599: Roger Twysden of Roydon Hall

## 17. Jahrhundert
- 1600: John Smith of Westenhanger Castle
- 1601: Thomas Scott of Scot’s Hall
- 1602: Peter Manwood of St. Stevens
- 1603: James Cromer of Tunstall[6]
- 1604: Sir Thomas Baker of Sissinghurst Castle
- 1605: Sir Moyle Finch of Eastwell
- 1606: Sir Norton Knatchbull of Mersham Hatch
- 1607: Robert Edolph of Hinxhil
- 1608: Sir Edward Hales of Woodchurch
- 1608: Nicholas Miller of Oxonhoath
- 1609: Sir William Withens of Eltham
- 1610: Sir Nicholas Gilborne of Charing
- 1611: Sir Maxmilian Dallison of Halling
- 1612: Sir William Stede of Harrietsham
- 1613: Sir Anthony Aucher of Bishopsbourne
- 1614: Sir Edward Filmer of East Sutton Place
- 1615: Sir Edwin Sandys of Norborne
- 1616: William Beswick, of Horsmanden
- 1617: Gabriel Livesey of Hollingbourne
- 1618: Thomas Norton of Bobbing
- 1619: Edward Scott of Scot’s Hall
- 1620: Sir John Sedley, 2. Baronet[10]
- 1621: Thomas Roberts of Glastenbury
- 1622: Sir George Fane of Burston
- 1623: Sir John Hayward of Hollingbourne
- 1624: Sir Thomas Hamond of Brasted
- 1625: Sir Isaac Sedley, 3. Baronet[10]
- 1626: Sir Basil Dixwell, 1. Baronet
- 1627: Sir Edward Engeham of Canterbury
- 1628: Sir William Campion of Combwell
- 1629: Richard Brown
- 1630: Sir Robert Lewknor of Acris
- 1631: Nicholas Miller of Wrotham
- 1632: Sir Thomas Style, 1. Baronet
- 1633: Sir John Baker, 2. Baronet
- 1634: Edward Chute of Hinxhill
- 1635: Sir William Culpeper, 1. Baronet
- 1636: Sir George Sondes of Throwley
- 1637: Sir Thomas Hendley of Coureshorn
- 1638: Sir Edward Master of Canterbury
- 1639: David Polhill of Otford
- 1640: James Hugeson of Kinsted
- 1641–1643:Sir John Honiwood of Elmsted
- 1644: Sir John Rayney, 1. Baronet
- 1645: Sir Edward Monins, 2. Baronet
- 1646: John Henden of Biddenden
- 1647: Sir Stephen Scott
- 1648: George Selby of Ightham Mote
- 1649: Henry Crispe of Quex
- 1650: George Curteis of Chart
- 1651: Thomas Fludd of Otham
- 1652: Bernard Hide
- 1653: John Earle of Thanet and Hothfield
- 1654: Sir Humfrey Tufton, 1. Baronet
- 1655–1657: Sir Michael Livesey, 1. Baronet
- 1658: Charles Bowles of Chetham
- 1659: Mr Plumer
- 1660–1661: Sir Robert Austen, 1. Baronet
- 1662: David Polhill of Chipstead
- 1663: Nicholas Toke of Goddington
- 1664: Thomas Biggs
- 1665: Sir John Beale, 1. Baronet
- 1666: Sir Humphrey Miller, 1. Baronet
- 1667: Sir William Leech of Squerryes
- 1668: Sir John Williams, Baronet
- 1669: Robert Jaques
- 1670: Sir John Dorrel
- 1671: Sir William Hugessen of Provender
- 1672: John Twisleton of Horsman's Place
- 1673: Edward Roper; unterjährig ersetzt durch Sir Bernard Hyde of Sundridge
- 1674: William Gomeldon of Somerfield Court
- 1675: Francis Vanacker
- 1676: Sir John Cutler, 1. Baronet
- 1677: Thomas Cadwell
- 1678: William Allen of Marden
- 1679: Sir Richard Betenson, 1. Baronet[7]
- 1680: Ralph Petley of Hartley Wood Corner; unterjährig ersetzt durch George Etkins of Gravesend
- 1681: Sir Henry Palmer of Wingham
- 1682–1684: Archibald Clinkard of Sutton Valence
- 1685–1688: Sir William Rooke
- 1689: Sir Robert Filmer, 2. Baronet
- 1690: Thomas Adrian of Bifrons
- 1691: Sir Henry Palmer, 3. Baronet
- 1692: Sir John Marsham of the Mote
- 1693: Sir Nicholas Toke of Goddington
- 1694: Edmund Davenport of Greensted-Green
- 1695: William Cage of Milgate
- 1696: Solomon Hougham of Sandwich
- 1697: Richard Goodhugh of Tonbridge
- 1698: George Children of Tunbridge
- 1699: John Amherst of East Farleigh

## 18. Jahrhundert
- 1700: William Woodgate
- 1701: Isaac Loader
- 1702: Bowyer Hendley
- 1703: Thomas Golding
- 1704: Sir Thomas Culpeper, 3. Baronet[3]
- 1705: Sir Edward Betenson, 2. Baronet
- 1706: Snelling Thomas
- 1707: Percival Hart
- 1708: Stephen Stringer
- 1709: Sir Comport Fytche, 2. Baronet
- 1710: Sir Thomas Style, 4. Baronet
- 1711: Humphrey Style
- 1712: John Hooker
- 1713: Leonard Bartholomew
- 1714: John Lynch
- 1715: David Polhill
- 1716: Richard Gee
- 1717: Richard Sheldon
- 1718: John Stevens
- 1719: John Hamilton
- 1720: Sir Charles Farnaby
- 1721: Jonathan Smith
- 1722: Peter Burrell
- 1723: William Glanville
- 1724: Sir Robert Austen, 4. Baronet
- 1725: James Master
- 1726: John Savage; starb im Amt, gefolgt von Richard Lewen
- 1727: Samuel Pugh
- 1728: Robert Weller
- 1729: Thomas May
- 1730: Mawdistly Best
- 1731: James Brookes
- 1732: William James
- 1733: Sir Brook Bridges, 2. Baronet; starb im Amt, gefolgt von Sir Wyndham Knatchbull, 5. Baronet
- 1734: Henry Hicks
- 1735: Baldwin Duppa
- 1736: Abraham Spencer
- 1737: Thomas Malyn
- 1738: Jones Raymond; unterjährig ersetzt durch Christopher Milles
- 1739: Robert Lacey
- 1740: John Smith
- 1741: John Lidgbird
- 1742: John Mason
- 1743: Thomas Whitaker
- 1744: John Hodsdon
- 1745: John Cooke
- 1746: Arthur Harris
- 1747: William Quilter
- 1748: Samuel Collett
- 1749: Richard Hornsby
- 1750: Richard Merry
- 1751: James Best
- 1752: Sir John Honywood, 3. Baronet
- 1753: Sir John Shaw, 4. Baronet
- 1754: Sir Thomas Rider
- 1755: George Sayer
- 1756: John Cockaine Sole
- 1757: William Glanville Evelyn
- 1758: Thomas Whittaker
- 1759: Pyke Burfar
- 1760: Sir Thomas Wilson
- 1761: William Jumper
- 1762: Sir George Kelly
- 1763: William Gorden
- 1764: Henry Goodwin
- 1765: Sir Richard Betenson, 1. Baronet
- 1766: William Wilson
- 1767: James Whatman
- 1768: Richard Hulse
- 1769: William Wheatley
- 1770: John Toke
- 1771: William Daniel Master
- 1772: James Flint
- 1773: Josiah Fuller Farrer
- 1774: Willshire Emmett
- 1775: Granville Wheeler
- 1776: William Perrin
- 1777: Benjamin Harenc
- 1778: John Ward
- 1779: William Slade
- 1780: Robert Burrow
- 1781: John Cator
- 1782: Samuel Boys
- 1783: Henry Hawley
- 1784: Sir Charles Booth
- 1785: Edward Knatchbull
- 1786: Thomas Hallet Hodges
- 1787: John Cottin
- 1788–1789: James Bond
- 1789: John Cartier
- 1790: Leonard Bartholemew
- 1791: William James Drake Brockman
- 1792: Henry Streatfield
- 1793: George Norman
- 1794: Richard Carew
- 1795: Gabriel Harpur; Samuel Chambers wurde zum Stellvertreter ernannt und übte das Amt für ihn aus
- 1796: John Mumford
- 1798: John Plumtree
- 1799: Samuel Chambers

## 19. Jahrhundert
- 1800: John Larking
- 1801: Edward Austen
- 1802: Thomas Godfrey
- 1803: Christopher Cooke
- 1804: Sir Walter Stirling, 1. Baronet
- 1805: John Minet Fector
- 1806: John Harrison
- 1807: John Simpson
- 1808: Charles Milner
- 1809: Sir Brook Bridges, 4. Baronet
- 1810: James Burton
- 1811: Sir John Honywood, 5. Baronet
- 1812: John Wells
- 1813: John Cator
- 1814: James Wildman
- 1815: Robert Foote
- 1816: Alexander Evelyn
- 1817: William Alexander Morland
- 1818: William Henry Baldock
- 1819: Hon. John Wingfield Stratford
- 1820: Sir Thomas Dyke, 4. Baronet
- 1821: Sir John Shelley-Sydney
- 1822: John Powell Powell
- 1823: Thomas Austen
- 1824: Fiennes Wykeham-Martin
- 1825: William George Daniel
- 1826: Sir John Fagge, 7. Baronet
- 1827: Isaac Minet
- 1828: Sir Thomas Wilson, 8. Baronet
- 1829: Thomas Rider
- 1830: Edward Rice
- 1831: Baden Powell
- 1832: George Douglas
- 1833: Demetrius Grevis James
- 1834: George Stone
- 1835: John Ward
- 1836: Sir Edward Dering, 8. Baronet
- 1837: Francis Bradley
- 1838: Thomas Turner Alkin
- 1839: David Salomons
- 1840: Arthur Pott
- 1841: De La Mark Banks
- 1842: Henry Hoare
- 1843: Frederick Perkins
- 1844: Sir Joseph Hawley, 3. Baronet[11]
- 1845: Sir Moses Montefiore
- 1846: William Osmun Hammond
- 1847: John Pelly Atkins
- 1848: John Ashley Warre
- 1849: William Masters Smith
- 1850: Matthew Bell
- 1852: Sir John William Lubbock, 3. Baronet
- 1855: Sir Walter Charles James, 2. Baronet
- 1856: Richard Paterson
- 1857: John Savage
- 1858: Edward Ladd Betts
- 1859: Sir Richard Tufton, 1. Baronet
- 1860: Sir Courtenay Honywood, 7. Baronet
- 1861: Alexander Randall
- 1862: Henry Bannerman
- 1863: Samuel Long
- 1864: George Field
- 1865: Robert Rodger
- 1866: Thomas Farmer Baily
- 1867: William Moore
- 1868: Stephen Musgrave Hilton
- 1869: Joseph Ridgway
- 1870: Sir Edmund Filmer, 9. Baronet
- 1871: Francis Philips
- 1872: Sir John Croft, 2. Baronet
- 1873: John Wingfield Stratford
- 1874: Charles Stewart Hardy
- 1875: George Duppa
- 1876: Edward Loyd
- 1877: Charles John Plumptre
- 1878: Edward Henry Scott
- 1879: Thomas Walton Roberts
- 1880: Sir David Goldsmid-Stern-Salomons, 2. Baronet
- 1881: Mawdistly Gaussen Best
- 1882: Henry Dorrien Streatfeild
- 1883: William Hale Willats
- 1884: George Samuel Fereday-Smith
- 1885: William Alexander Mackinnon
- 1886: Chapman de Laune Faunce de Laune
- 1887: Charles Arthur Madan Warde
- 1888: William James Thompson
- 1889: Joseph Sebag Montefiore
- 1890: Henry Arthur Brassey
- 1891: Charles Wheler Wheler
- 1892: Multon Lambarde
- 1893: Richard Benyon Berens
- 1894: Richard James Balston
- 1895: Thomas Bevan
- 1896: Hon. Ralph Pelham Nevill
- 1897: Richard Coombe Miller
- 1898: Norman Watney
- 1899: James Taddy Friend

## 20. Jahrhundert
- 1900: William Marshall Cazalet
- 1901: Henry Booth Hohler
- 1902: Edward Locke Tomlin
- 1903: Sir Charles Jessel, 1. Baronet
- 1904: John Francis William Deacon
- 1905: William Fearon Tipping
- 1906: Thomas Colyer Colyer-Fergusson
- 1907: Edward Windsor Hussey
- 1908: Archibald Cameron Norman
- 1909: Charles Stanley Williams
- 1910: Robert Norton
- 1911: George Ashley Dodd
- 1912: Osmond Elim d’Avigdor-Goldsmid
- 1913: Sir Mark Collet, 2. Baronet
- 1914: Francis Elmer Speed
- 1915: Algernon Massy Fleet
- 1916: Cuthbert Arthur Morris Morris-Field
- 1917: Frederick William Hollams
- 1918: John Middleton Rogers
- 1919: Hon. Henry Augustus Milles-Lade
- 1920: William Lee Henry Roberts
- 1921: Vivian Trestrail Dampietr Palmer
- 1922: John Wheeler Wheeler-Bennett
- 1924: Robert Henry Style
- 1925: Sir John Dewrance
- 1926: Charles Eugene Gunther
- 1927: Frank Cyril Tiarks
- 1928: Sir William Plender, 1. Baronet
- 1929: Copley De Lisle Hewitt
- 1930: Sir Edmund Davis
- 1931: Sir John Theodore Prestige
- 1933: Alfred Charles Leney
- 1934: Arthur Charles Davis
- 1935: W. K. Whigham
- 1936: Arthur Laurance Cecil Neame
- 1937: William Plender, 1. Baron Plender
- 1938: Max Teichman-Derville
- 1941: Sir Edward William Meyerstein
- 1947: Charles Norman
- 1948: Thomas Neame
- 1949: Francis Walter Chamberlain
- 1950: Charles Wake Norman
- 1951: Leslie Doubleday
- 1952: Willie Emerson Dedrick
- 1953: Sir Henry d’Avigdor-Goldsmid, 2. Baronet
- 1954: John Roberts O’Brien Warde
- 1955: Jasper Beale Neame
- 1956: Sir Hugh Garrard Tyrwhitt-Drake
- 1957: Hugh Ronald Norman
- 1958: Sir George Jessel, Baronet
- 1959: Admiral Sir Henry Ruthven Moore
- 1960: Peter Victor Ferdinand Cazalet
- 1961: Sir John Kenward Best-Shaw, 9. Baronet
- 1962: Walter Henry Whigham
- 1963: Christopher Edward Clive Hussey
- 1964: Cuthbert Ackroyd
- 1965: Walter Charles Withecomb Brice
- 1966: William Owen Hamborough Joynson
- 1967: Cecil Stuart Chiesman
- 1968: Gerald Wellington Williams
- 1969: William Hope Loudon
- 1970: William Michael Robson
- 1971: Sir Derek Greenaway, 2. Baronet
- 1972: Anthony James Hannam Taylor
- 1973: Kenneth McAlpine
- 1974: David George Wilfrid Barham
- 1975: John Gore Phillimore
- 1976: Garth Leslie Doubleday
- 1977: Anthony George Pige Leschallas
- 1978: Ion Calvocoressi
- 1979: John Keith Shipton
- 1980: Edward St John Brice
- 1981: Marianna Monckton, Viscountess Monckton of Brenchley[12]
- 1982: Robert Victor John Evans
- 1983: Maurice Alan Atherton
- 1984: Richard James Corben
- 1985: Sir Marc Noble, 5. Baronet
- 1986: Theda Moore
- 1987: Richard Dewar Neame
- 1988: John Rochfort Yerburgh
- 1989: Hon. Henry Cornwallis Maude
- 1990: John St Andrew Warde
- 1991: David McArthur Holman
- 1992: Henry Hyde Villiers
- 1993: Hon. Robin Charles Denison-Pender
- 1994: Rosemary Chloe Teacher
- 1995: Robin John Baker White
- 1996: Paul James Cranston Smallwood
- 1997: Edwin Roy Pratt Boorman
- 1998: John Philip Merricks
- 1999: John Bernard Sunley

## 21. Jahrhundert
- 2000: Roderick Francis Loder-Symonds
- 2001: Robert Harry Beale Neame
- 2002: Charles Lancelot Dawes
- 2003: Anthony Hugh Verner Monteuuis
- 2004: James Rushworth Hope Loudon
- 2005: William Arthur Andrew Wells
- 2006: Amanda Cottrell
- 2007: Nigel Leonard Wheeler
- 2008: Richard John Oldfield
- 2009: Jane Margaret Rogers
- 2010: Peregrine Massey
- 2011: Georgie Mary Warner
- 2012: Mike Bax
- 2013: Alastair Campbell, 4. Baron Colgrain
- 2014: Hugo M. Fenwick
- 2015: William Alexander
- 2016: Kathryn Smallwood
- 2017: George Elphinstone Jessel[13]
- 2018: Susan Jane Ashton[14]
- 2019: Paul Jonathan Barrett
- 2020: Remony Elizabeth Millwater[15]